# Dmitrij Kollars
Dmitrij Kollars (* 13. August 1999 in Bremen) ist ein deutscher Schachspieler, der seit 2017 den Titel eines Großmeisters trägt.

## Leben und Karriere

### Leben
Dmitrij Kollars besuchte das Gymnasium an der Hamburger Straße in Bremen. Seine Eltern sind Musiker. Neben seinem Beruf als professioneller Schachspieler und Trainer schreibt er für die Zeitschrift Rochade Europa und die Schach.

### Karriere
Seinen ersten Erfolg im nationalen Bereich erzielte er bei den Deutschen Jugendeinzelmeisterschaften 2011 in der Altersklasse U12 mit dem vierten Platz. Davor sammelte er erste Erfolge im Bremer Jugendbereich und Schulschach. Bei der Deutschen Jugendeinzelmeisterschaft in der Altersklasse U16 wurde er im Juni 2014 Vize- und im Mai 2015 Meister. Im November 2014 erzielte er bei den Deutschen Schachmeisterschaften in Verden (Aller) seine erste IM-Norm, die zweite im März 2015 beim Nazari-Schachfestival in Granada und die dritte im August 2015 beim GM-Turnier des VMCG-Schachfestivals in Lüneburg. Die dritte Norm für den GM-Titel erzielte er beim Sax Gyula Memorial 2017 im ungarischen Zalakaros mit 5,5 Punkten aus 9 Partien.
2018 wurde er Deutscher Vizemeister, 2024 Deutscher Meister. Außerdem gewann er das No Castling World Masters 2022 vor Viswanathan Anand. 2023 erreichte er die zweite Runde des World Cups in Baku.

### Mannschaftsschach
Dmitrij Kollars war von 2015 bis 2018 beim Hamburger SK in der Schachbundesliga aktiv. Zuvor spielte er für den Delmenhorster Schachklub und die Schachabteilung des SV Werder Bremen. Seit der Saison 2018/19 tritt Kollars in der Bundesliga für die SF Deizisau an. 2021 gewann er mit Deizisau den European Online Club Cup.
Im August 2017 gewann er mit der deutschen Auswahl die U18-Mannschaftseuropameisterschaft im polnischen Rymanów-Zdrój.
Kollars vertrat die deutsche Nationalmannschaft bei der Schacholympiade 2022 in Chennai, 2024 in Budapest, bei der Teameuropameisterschaft 2023 sowie mehrfach beim Mitropa-Cup. 2023 holte er mit dem Team Silber bei der EM, knapp nach Feinwertung hinter Goldmedaillengewinner Serbien.

### Größte Erfolge
- Deutscher Meister: 2024
  - 2. Platz 2019
- Deutscher U16-Meister 2015
  - 2. Platz U16 2014
  - 4. Platz U18-Jugendweltmeisterschaft 2016
  - U18-Mannschaftseuropameister 2017
- 1. Platz Schlosspark-Open 2015[9]
- 1. Platz Jurmala GM-Turniers 2016
- 1. Platz Haspa-Schachpokal 2016[10]
- 2. Platz Hoogeveen Open 2017
- 1. Platz Chess House GM Turnier 2018[11]
- 1. Platz VMCG-Schachfestival 2019
- 1. Platz Claus Dieter Meyer Gedenkturnier 2020
- 2. Platz Kader-Challenge 2021
- 2. Platz Dortmund Grand Prix 2021
- 2. Platz Sunway Sitges Chess Festival 2021
- 1. Platz No Castling World Masters 2022
- 1. Platz Spilimbergo Open 2023
- Geteilter 2. Platz Grenke Open 2024